# Grzegorz Michalski (dyplomata)
Grzegorz Michalski – polski dyplomata, ambasador RP w Turcji w latach 2005–2007.

## Życiorys
Ukończył Moskiewski Państwowy Instytut Stosunków Międzynarodowych. Posiada stopień ambasadora tytularnego. W centrali MSZ pracował m.in. w Departamencie Polityki Bezpieczeństwa i jako zastępca dyrektora w Departamencie Konsularnym. Na placówkach w Turcji pracował 16 lat, pełniąc tam m.in. funkcję chargé d'affaires RP od 10 kwietnia 2000 do 5 listopada 2001, zaś od 16 lutego 2005 do kwietnia 2007 ambasadora RP w Turcji. Od 2015 do 2017 był konsulem generalnym w Stambule. W 2019 zakończył pracę w Ministerstwie Spraw Zagranicznych.